# Autafond
Autafond är en ort i kommunen Belfaux i kantonen Fribourg, Schweiz. Orten var före den 1 januari 2016 en egen kommun, men inkorporerades då in i kommunen Belfaux.